# 弗莱曼站
弗莱曼站（德語：U-Bahnhof Freimann）是慕尼黑地铁6号线位于施瓦宾-弗莱曼的一座车站，位于学生城站和松园站之间。该车站的站台为侧式站台，站台仅有两个出口。